# Rhododendron morii
Rhododendron morii är en ljungväxtart som beskrevs av Hayata, Journ. Coll. Sci. Tokyo 30 173. 1911. Rhododendron morii ingår i släktet rododendron, och familjen ljungväxter. Inga underarter finns listade i Catalogue of Life.